# تربة تركان خاتون
تربة تركان خاتون هي تربة (مقام دفن) تاريخية تقع في مدينة القدس في فلسطين، وتحظى بأهمية دينية وتاريخية لدى المسلمين. يُعتقد أنها تضم رفات تركان خاتون، وهي شخصية معروفة في التاريخ الإسلامي المحلي، ويُعرف عنها الإحسان والبر والتقوى.

## الموقع
تقع التربة في أحد أحياء القدس القديمة، وتحديدًا قرب سور المدينة، وتعد من المواقع التي يزورها السكان المحليون والزوار لإحياء الذكرى والدعاء.

## الأهمية التاريخية والدينية
تركان خاتون هي سيدة صالحة اشتهرت في المصادر الشعبية والروائية بأنها كانت تتمتع بمكانة عالية في المجتمع، وحُفظ ذكرها من خلال المكان الذي دُفنت فيه. ويُعتقد أن التربة التي تحمل اسمها تُعد موقعًا مقدسًا صغيرًا يزوره الناس للتبرك والدعاء.
يُلاحظ أن وجود مثل هذه الترب في القدس يعكس التراث الإسلامي في المدينة التي تحوي العديد من المواقع الدينية والروحية المهمة.

## الوصف المعماري والمادي
تربة تركان خاتون عبارة عن بناء صغير مغطى بقبة أو غرفة، تُبنى عادة من الحجر، ويحيط بها فناء صغير. تُزين التربة أحيانًا بنقوش إسلامية أو كتابات تذكارية، وتعكس بساطتها روحانية المكان.

## السياق الثقافي والاجتماعي
تُعد التربة جزءًا من الثقافة الشعبية المقدسية التي تجمع بين الروحانية المحلية والتاريخ، حيث يزورها الناس عادة في مناسبات دينية، ويعتبرونها رمزًا للبركة والرحمة. كما تبرز التربة في إطار التراث الثقافي الفلسطيني الذي يحافظ على الموروثات الإسلامية في المدينة.